# Pseudoboletia maculata
Espèce
Synonymes
- Pseudoboletia maculata maculata Troschel, 1869[1]

Pseudoboletia maculata est une espèce d'oursins tropicaux de la famille des Toxopneustidae.

## Description
C'est un oursin de taille moyenne (jusqu'à 10 cm de diamètre) régulier, de forme bombée avec une face orale aplatie et de silhouette très légèrement ovale, et dont tout le corps est recouvert de radioles (piquants) de longueur uniforme. Celles-ci sont généralement claires (de blanc à brun clair), mais présentent le plus souvent des touffes de radioles d'une couleur plus sombre (violet, brun, gris), disposées en cercles horizontaux plus ou moins réguliers.

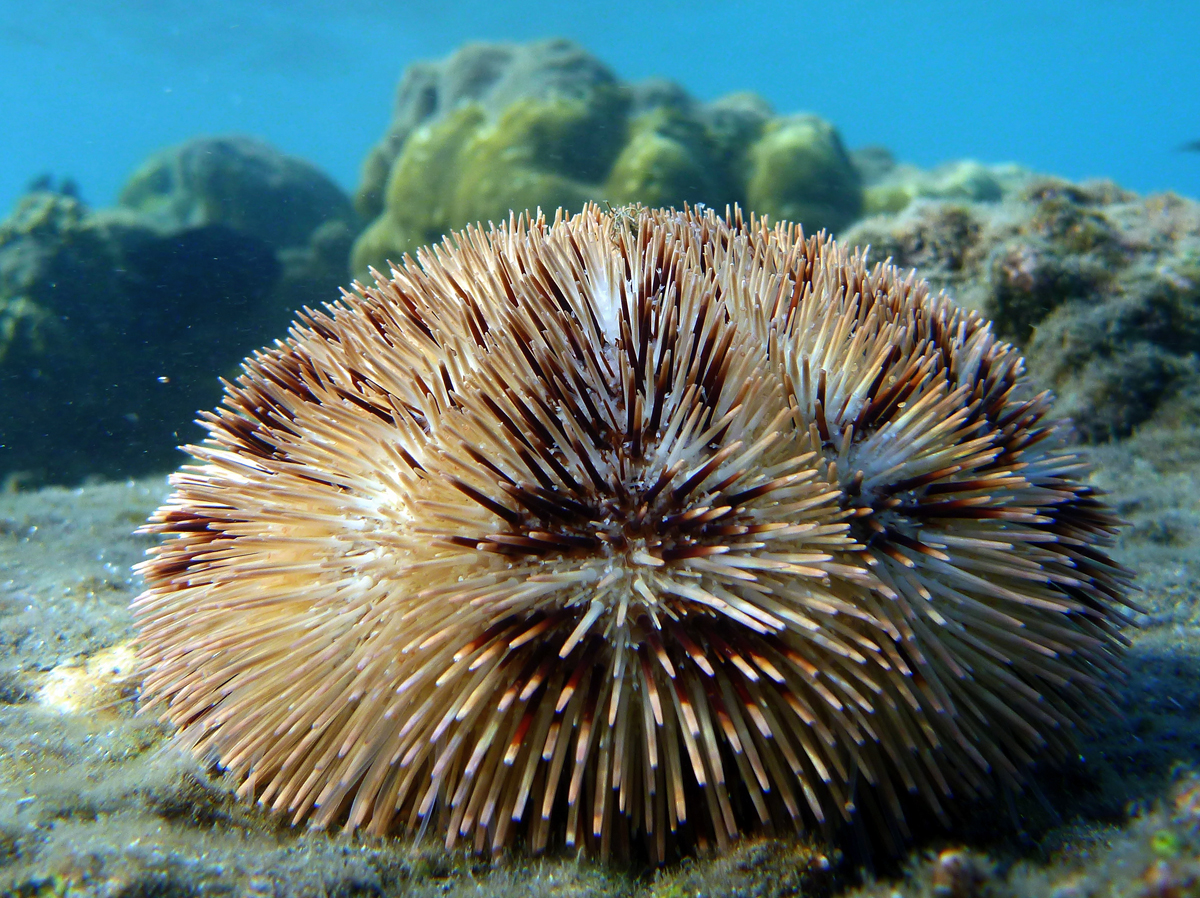
Un Pseudoboletia maculata à La Réunion.

## Habitat et répartition
Cet oursin vit dans la partie tropicale du bassin indo-pacifique, notamment dans les lagons des récifs de corail. On le rencontre à partir d'une dizaine de mètres de profondeur (parfois moins), et jusqu'à 70 m de fond.

## Reproduction
La reproduction est gonochorique, et mâles et femelles relâchent leurs gamètes en même temps en pleine eau, où œufs puis larves vont évoluer parmi le plancton pendant quelques semaines avant de se fixer.

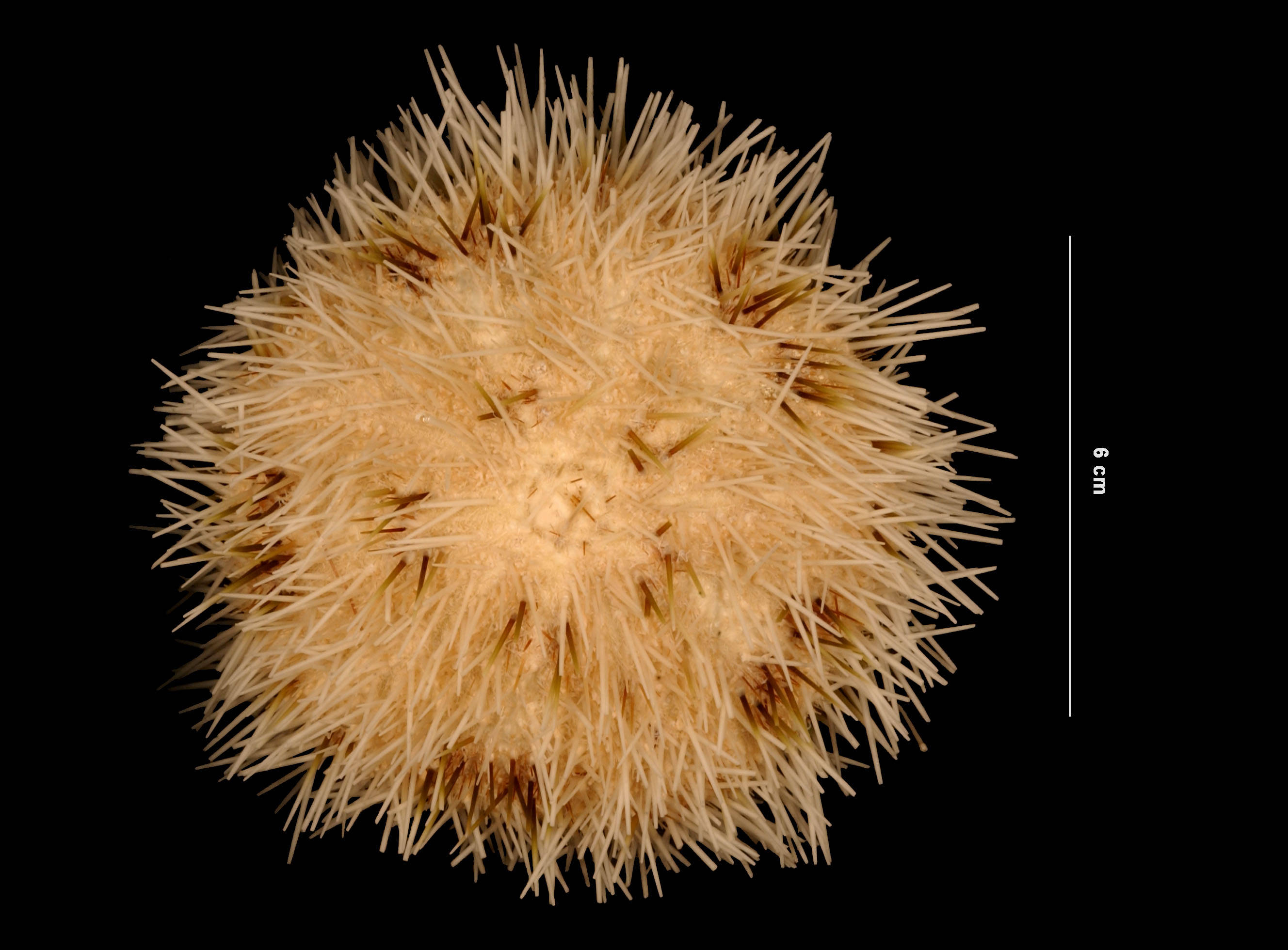
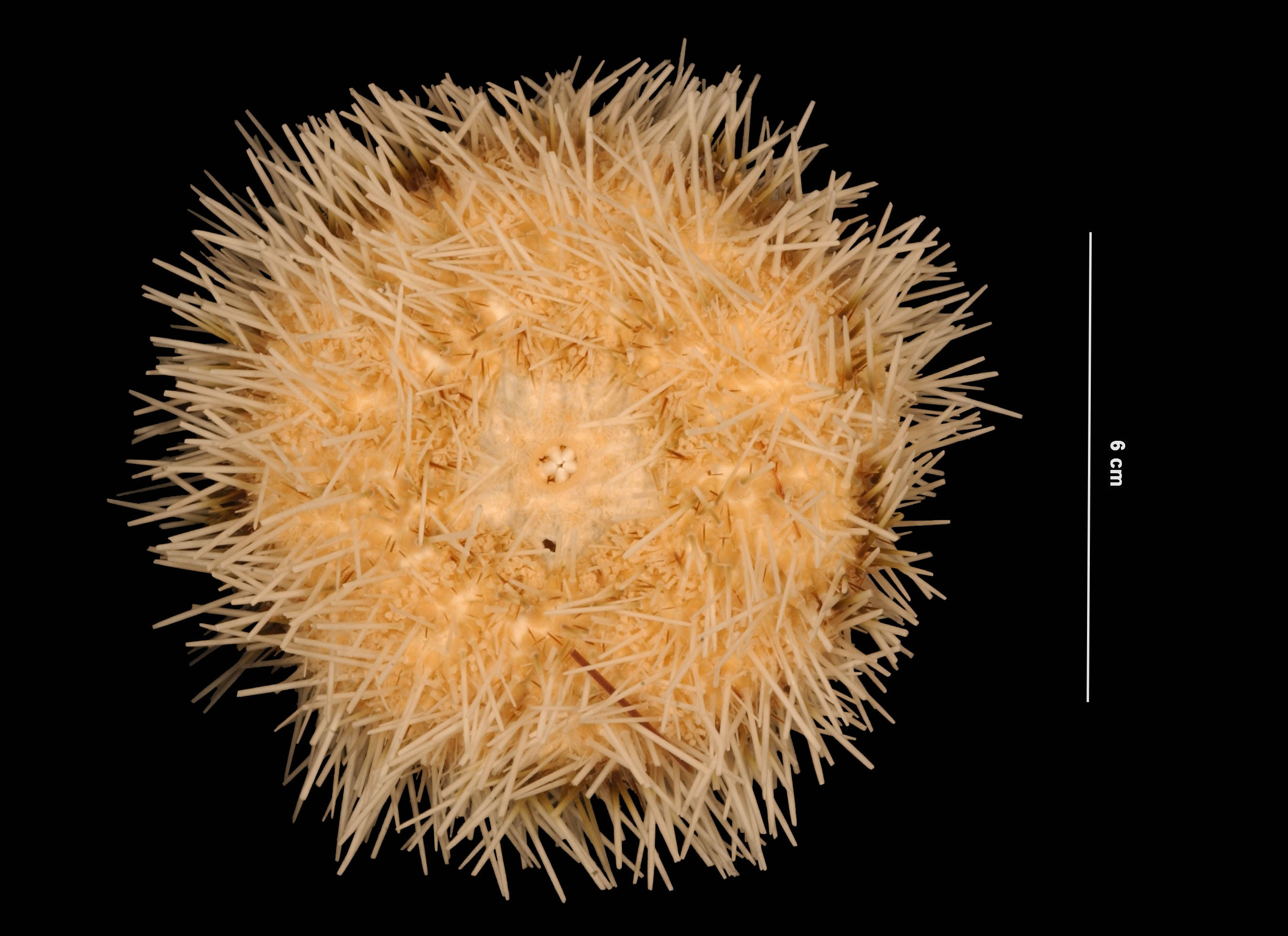
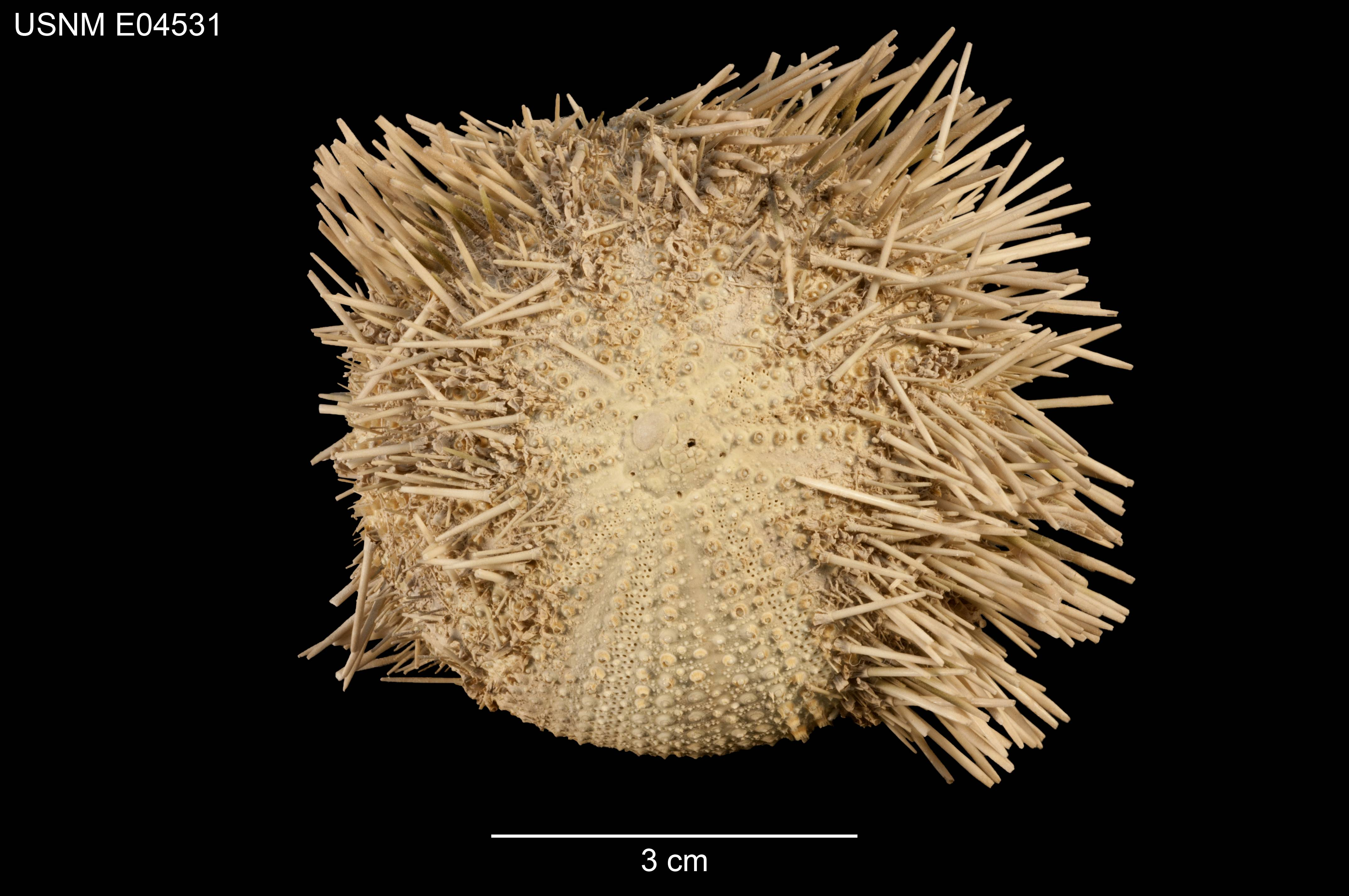
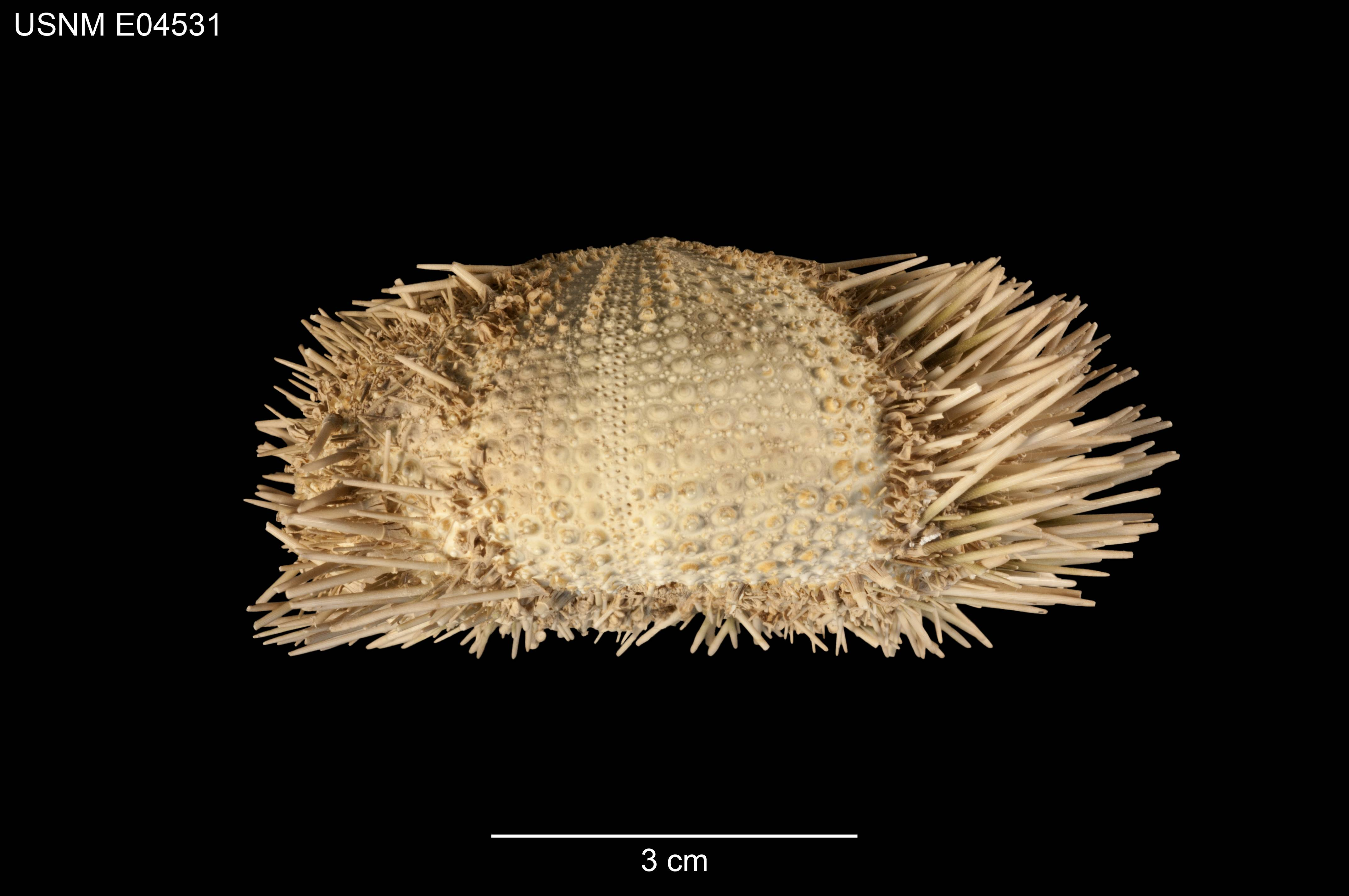